# Marc Berdoll
Marc Berdoll (født 6. april 1953 i Trélazé, Frankrig) er en tidligere fransk fodboldspiller, der spillede som angriber. Han var på klubplan tilknyttet Angers SCO, FC Saarbrücken, Olympique Marseille, Amiens SC og US Orléans, og spillede desuden 16 kampe for det franske landshold. Han var med på det franske hold ved VM i 1978 i Argentina.